# Mary Crudelius
Mary Crudelius, geborene McLean (* 23. Februar 1839 in Bury, Lancashire; † 24. Juli 1877 in Edinburgh, Schottland) war eine britische Kämpferin für die Bildung von Frauen und das Frauenwahlrecht, die in den 1860er und 1870er Jahren in Leith, Edinburgh, lebte. Sie war eine der Gründerinnen der Edinburgh Association for the University Education of Women.

## Leben

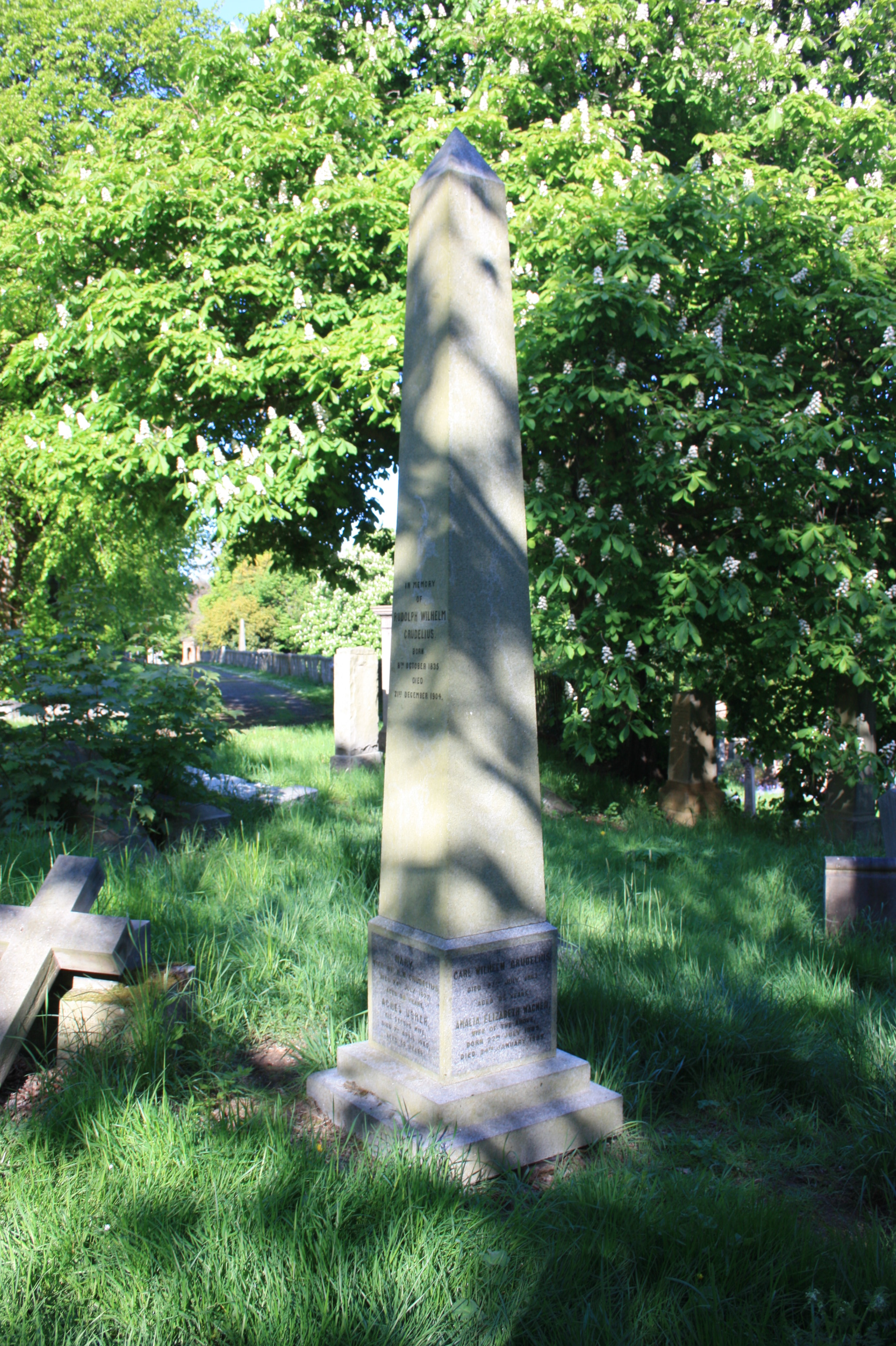
Grab der Familie Crudelius, Warriston Cemetery, Edinburgh

Crudelius wurde als Tochter von Mary Alexander und William McLean geboren, die beide aus Dumfriesshire stammten. In den 1850er Jahren schickten sie ihre Tochter auf die Misses Turnbull's School, ein kleines Edinburgher Fraueninternat.
Bei Freunden lernte sie ihren späteren Ehemann Rudolph Wilhelm Crudelius (1835–1904) kennen, den Sohn des deutschen Wollhändlers Carl Wilhelm Crudelius (1798–1863) und seiner (möglicherweise ebenfalls deutschen) Frau Amalia Elizabeth Wagner. Sie lebten in der Nähe von Newhaven. Crudelius heiratete im Jahr 1861 und das Ehepaar wohnte in der Eltern in Newhaven. Nach dem Tod seines Vaters wurde ihr Mann Partner in der Firma Crudelius and Hirst in Leith. Er war geschäftlich viel unterwegs, und Mary schrieb ihm häufig lange Briefe, in denen sie Ideen und persönliche Angelegenheiten diskutierte. Später nutzte sie ihre Fähigkeiten als Korrespondentin, um ihre sozialen und politischen Anliegen zu verfolgen.
Im Jahr 1866 unterzeichnete Crudelius eine der ersten Petitionen an das Parlament zum Thema Frauenwahlrecht. Danach setzte sie sich für die Bildung von Frauen ein und begann 1867, sich in einer Diskussionsgruppe für Frauen, der Edinburgh Essay Society, zu äußern. Wenig später gründeten einige dieser Frauen, darunter Crudelius, Madeline Daniell und Sarah Mair, die Edinburgh Ladies' Educational Association mit dem Ziel, gleiche Bildungschancen für Frauen zu erreichen. Später wurde sie umbenannt in Edinburgh Association for the University Education of Women.
Crudelius setzte sich nicht für ein separates Frauencollege ein, sondern für die Zulassung von Frauen zu den Universitäten. Dennoch wandte sie sich gegen die Idee des koedukativen Unterrichts und bemühte sich, die Dinge so zu regeln, dass sie nicht auf Kritik stießen. Während Sophia Jex-Blake in diesen Jahren das Studium an der medizinischen Fakultät der Universität Edinburgh neben den Männern kämpfte, versuchte die Edinburgh Ladies' Educational Association, auf Distanz zu bleiben, und gewann sogar die Unterstützung einiger von Jex-Blakes Feinden. Als Erste Sekretärin der Association war Crudelius eine angesehene Führungspersönlichkeit und führte durch einige interne Streitigkeiten und auch die Diskussionen mit der Universität über Einzelheiten des Plans, Frauen, die nach dem Besuch von von der Association organisierten Vorlesungen Prüfungen bestanden, ein Universitätszertifikat zu verleihen.
Die Association gestaltete die von ihr organisierten Vorlesungen nach dem Lehrplan der Universität und deren Standards und fand dabei die Unterstützung mehrerer angesehener männlicher Professoren, insbesondere von David Masson, der auch ein starker Befürworter von Jax-Blakes Forderung nach direkter Zulassung von Frauen zu Universität war. Masson unterstützte gleichermaßen das davon abweichende Ziel der Association, Frauen eher eine Ausbildung zur preparing of the mind for the afterlife („Vorbereitung des Geistes auf das Leben nach dem Tod“) als einen direkten Beurfszugang zu ermöglichen. 400 Frauen besuchten Massons erste Association-Vorlesung über Englische Literatur im Jahr 1868, 250 von ihnen blieben für die gesamte Reihe. Das entsprechende Universitätszertifikat  wurde 1872 erfolgreich eingeführt, obwohl Crudelius hoffte, dass es letztendlich auch für Frauen vollwertige Universitätsabschlüsse geben würde. Die Realisierung erlebte sie aber nicht mehr, sie verstarb fünfzehn Jahre bevor die ersten schottischen Universitäten 1892 ihre Türen für weibliche Studenten öffneten.
Schon länger von schlechter Gesundheit starb Crudelius 1877 und wurde bei ihren Schwiegereltern auf dem Warriston Cemetery beigesetzt. Nach ihrem Tod heiratete Rudolph Crudelius ein weiteres Mal und nach seinem viel späteren Tod ebenfalls dort beigesetzt.
Crudelius hatte zwei Töchter, Mary und Maud, die in den 1880er Jahren ebenfalls von der Association ausgebildet wurden. Crudelius' Enkelin war Edith Burnet, die als die erste britische Architektin gilt.
Einige Jahre lang existierte Crudelius Hall, ein Wohnheim für Studentinnen, bevor das Haus 1897 durch die Masson Hall ersetzt wurde. 1879 wurde der Band A Memoir of Mrs. Crudelius veröffentlicht, der einige ihrer Briefe, Gedichte und von ihr verfasste Berichte der Edinburgh Ladies' Educational Association enthielt.
Auch am Bristo Square in Edinburgh befindet sich eine Gedenktafel für Crudelius.